# 王世臣
王世臣（1926年12月—），山东烟台人，中国医学家，西安医科大学教授，中国农工民主党中央委员会原常务委员，陕西省政协原副主席，第八届全国人大代表。